# A Special Night with Demi Lovato
A Special Night with Demi Lovato è il secondo tour mondiale della cantante statunitense Demi Lovato, iniziato nel novembre 2011 per promuovere il terzo album della cantante, Unbroken. Il tour prevedeva solamente date all'interno degli Stati Uniti; successivamente nell'aprile 2012, vennero aggiunte 10 date sparse per i paesi del Sud America. Il tour tornò in Nord America nell'estate 2012 e prese il nome di Summer Tour 2012 , portando Demi Lovato ad esibirsi in arene all'aperto negli Stati Uniti e in Canada. Il tour venne poi esteso nel 
2013 per promuovere il quarto album della Lovato, Demi, portandola in Asia e in Europa. Il tour ha incassato 48 milioni di dollari.

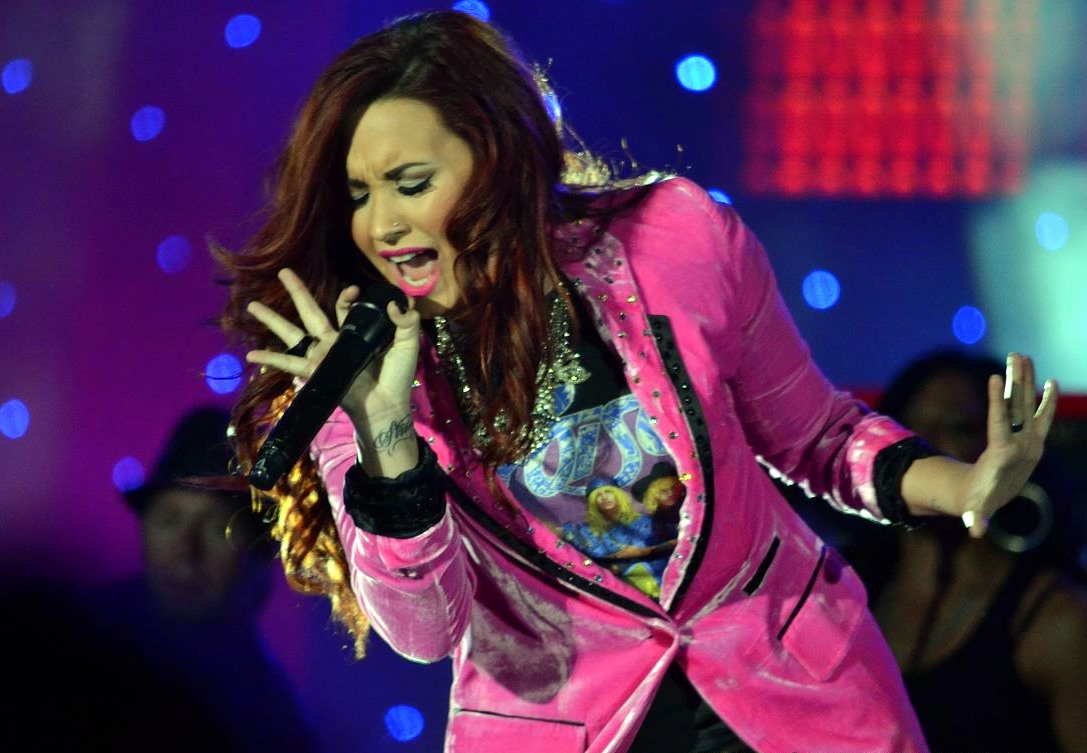
Demi Lovato in Cile Il 4 Febbraio 2012 ad Iquique

## Artisti d'apertura
- Hot Chelle Rae (Nord America—2012, date selezionate)[1]
- Owl City (Nord America—2012, date selezionate)[2]
- Neon Hitch (Los Angeles, Camden)
- Nick Jonas (Los Angeles)[3][4]

## Scaletta
La scaletta ha subito molte variazioni durante il tour.

### Detroit, MI - 16 novembre 2011
1. All Night Long
2. Got Dynamite
3. Hold Up
4. Medley: Catch Me/Don't Forget

cambio d'abito
1. Who's That Boy
2. My Love is Like a Star
3. Fix a Heart
4. Medley: Get Back/Here We Go Again/La La Land

cambio d'abito
1. Lightweight
2. Skyscraper
3. Moves Like Jagger (Cover)
4. Together
5. Unbroken
6. Remember December

### Rio de Janeiro, Brasile - 19 aprile 2012
1. All Night Long
2. Got Dynamite
3. Hold Up
4. Medley: Get Back/Catch Me/Don't Forget
5. My Love is Like a Star
6. Fix a Heart
7. Who's That Boy
8. You're My Only Shorty
9. Medley: Here We Go Again/La La Land
10. Lightweight
11. Skyscraper
12. How to Love (Cover)
13. Together
14. Remember December
15. Give Your Heart a Break
16. Unbroken

### Sentosa, Singapore - 18 marzo 2013
1. Unbroken
2. Get Back
3. Medley: Here We Go Again/La La Land/Don't Forget
4. My Love is Like a Star
5. Fix a Heart
6. Skyscraper
7. Catch Me
8. Lightweight
9. Turn Up the Music (Cover)
10. Heart Attack
11. Remember December
12. Give Your Heart a Break

## Date
| Data              | Città             | Stato       | Luogo                                                      |
| ----------------- | ----------------- | ----------- | ---------------------------------------------------------- |
| Nord America      |                   |             |                                                            |
| 16 novembre 2011  | Detroit           | Stati Uniti | Fox Theatre                                                |
| 18 novembre 2011  | Ledyard           | Stati Uniti | MGM Grand at Foxwoods                                      |
| 19 novembre 2011  | Hershey           | Stati Uniti | Hershey Theatre                                            |
| 22 novembre 2011  | Kansas City       | Stati Uniti | Midland Theatre                                            |
| 25 novembre 2011  | Houston           | Stati Uniti | Verizon Wireless Theater                                   |
| 26 novembre 2011  | Grand Prairie     | Stati Uniti | Verizon Theatre at Grand Prairie                           |
| 27 novembre 2011  | New Orleans       | Stati Uniti | Mahalia Jackson Theater of the Performing Arts             |
| 29 novembre 2011  | Saint Louis       | Stati Uniti | Peabody Opera House                                        |
| 1 dicembre 2011   | Atlanta           | Stati Uniti | Williams Theatre                                           |
| 2 dicembre 2011   | Nashville         | Stati Uniti | War Memorial Auditorium                                    |
| 3 dicembre 2011   | Rosemont          | Stati Uniti | Akoo Theatre                                               |
| 5 dicembre 2011   | Indianapolis      | Stati Uniti | Egyptian Room                                              |
| 6 dicembre 2011   | Buffalo           | Stati Uniti | First Niagara Center                                       |
| 7 dicembre 2011   | Filadelfia        | Stati Uniti | Wells Fargo Center                                         |
| 8 dicembre 2011   | Lowell            | Stati Uniti | Tsongas Center                                             |
| 9 dicembre 2011   | New York          | Stati Uniti | Madison Square Garden                                      |
| 10 dicembre 2011  | Sunrise           | Stati Uniti | BankAtlantic Center                                        |
| 11 dicembre 2011  | Tampa             | Stati Uniti | St. Pete Times Forum                                       |
| 16 dicembre 2011  | San Juan          | Porto Rico  | José Miguel Agrelot Coliseum                               |
| Sudamerica        |                   |             |                                                            |
| 4 febbraio 2012   | Iquique           | Cile        | Estadio Tierra de Campeones                                |
| Nord America      |                   |             |                                                            |
| 2 marzo 2012      | Plant City        | Stati Uniti | Wish Farms Soundstage                                      |
| 4 marzo 2012      | Hidalgo           | Stati Uniti | State Farm Arena                                           |
| 13 marzo 2012     | Austin            | Stati Uniti | Luedecke Arena                                             |
| 13 aprile 2012    | Panama            | Panama      | Figali Convention Center                                   |
| Sudamerica        |                   |             |                                                            |
| 15 aprile 2012    | Caracas           | Venezuela   | Espacios Abiertos de la UNIMET                             |
| 17 aprile 2012    | Lima              | Perù        | Hipódromo de Monterrico                                    |
| 19 aprile 2012    | Rio de Janeiro    | Brasile     | Citibank Hall                                              |
| 20 aprile 2012    | San Paolo         | Brasile     | Credicard Hall                                             |
| 22 aprile 2012    | Belo Horizonte    | Brasile     | Chevrolet Hall                                             |
| 24 aprile 2012    | Santiago          | Cile        | Movistar Arena                                             |
| 26 aprile 2012    | Asunción          | Paraguay    | Banco Central del Paraguay                                 |
| 28 aprile 2012    | Buenos Aires      | Argentina   | Estadio Cubierto Malvinas Argentinas                       |
| 19 aprile 2012    | Montevideo        | Uruguay     | Velódromo Municipal de Montevideo                          |
| 30 aprile 2012    | San Paolo         | Brasile     | Credicard Hall                                             |
| Nord America      |                   |             |                                                            |
| 2 maggio 2012     | Città del Messico | Messico     | Auditorio Nacional                                         |
| 3 maggio 2012     | Monterrey         | Messico     | Arena Monterrey                                            |
| 12 giugno 2012    | Del Mar           | Stati Uniti | Heineken Grandstand Stage                                  |
| 22 giugno 2012    | Holmdel           | Stati Uniti | PNC Bank Arts Center                                       |
| 23 giugno 2012    | Hershey           | Stati Uniti | Star Pavilion                                              |
| 24 giugno 2012    | Vienna            | Stati Uniti | Filene Center                                              |
| 26 giugno 2012    | Saratoga Springs  | Stati Uniti | Saratoga Performing Arts Center                            |
| 30 giugno 2012    | Uncasville        | Stati Uniti | Mohegan Sun Arena                                          |
| 1 luglio 2012     | Canandaigua       | Stati Uniti | Constellation Brands – Marvin Sands Performing Arts Center |
| 3 luglio 2012     | Toronto           | Canada      | Molson Canadian Amphitheatre                               |
| 5 luglio 2012     | Boston            | Stati Uniti | Bank of America Pavilion                                   |
| 12 luglio 2012    | Salt Lake City    | Stati Uniti | EnergySolutions Arena                                      |
| 13 luglio 2012    | Phoenix           | Stati Uniti | Comerica Theatre                                           |
| 14 luglio 2012    | Las Vegas         | Stati Uniti | House of Blues                                             |
| 15 luglio 2012    | Bakersfield       | Stati Uniti | Rabobank Arena                                             |
| 17 luglio 2012    | San Jose          | Stati Uniti | Event Center Arena                                         |
| 18 luglio 2012    | Los Angeles       | Stati Uniti | Greek Theatre                                              |
| 20 luglio 2012    | Sacramento        | Stati Uniti | Power Balance Pavilion                                     |
| 4 agosto 2012     | Highland Park     | Stati Uniti | Ravinia Pavilion                                           |
| 11 agosto 2012    | Springfield       | Stati Uniti | Hooiser Lottery Grandstand                                 |
| 12 agosto 2012    | Camden            | Stati Uniti | Susquehanna Bank Center                                    |
| 27 agosto 2012    | Essex Junction    | Stati Uniti | Xfinity Stage                                              |
| 28 agosto 2012    | Falcon Heights    | Stati Uniti | Minnesota State Fair Grandstand                            |
| 30 agosto 2012    | Monroe            | Stati Uniti | Evergreen State Fairgrounds Grandstand                     |
| 1º settembre 2012 | Salem             | Stati Uniti | L. B. Day Comcast Amphitheatre                             |
| Sudamerica        |                   |             |                                                            |
| 29 settembre 2012 | San Paolo         | Brasile     | Arena Anhemi                                               |
| 30 settembre 2012 | Rio de Janeiro    | Brasile     | HSBC Arena                                                 |
| Nord America      |                   |             |                                                            |
| 2 marzo 2013      | Orlando           | Stati Uniti | Universal Music Plaza Stage                                |
| 3 marzo 2013      | Houston           | Stati Uniti | Reliant Stadium                                            |
| Asia              |                   |             |                                                            |
| 18 marzo 2013     | Sentosa           | Singapore   | The Coliseum                                               |
| 20 marzo 2013     | Quezon City       | Filippine   | Smart Araneta Coliseum                                     |
| 22 marzo 2013     | Kuala Lumpur      | Malaysia    | Plaza KLCC                                                 |
| 24 marzo 2013     | Giacarta          | Indonesia   | Istora Gelora Bung Karno                                   |
| Europa            |                   |             |                                                            |
| 27 marzo 2013     | Mosca             | Russia      | Crocus City Hall                                           |